# Попередньо напружені конструкції
Попере́дньо напру́жені констру́кції — будівельні конструкції, в яких заздалегідь (при виготовленні, монтажі) створюють внутрішні напруження, протилежні тим, що виникають у процесі експлуатації. Попереднім напружуванням досягають збільшення тріщиностійкості, жорсткості і витривалості конструкцій, зниження їхньої маси, ефективнішого використання матеріалів. Найпоширенішими є конструкції з попередньо напруженого залізобетону. 
Арматуру таких конструкцій напружують: 
- до бетонування (її натягують на упорні елементи форм або стендів, а бетон обтискується після досягнення ним певної міцності);
- після бетонування (з натягуванням арматури, прокладеної у спец. каналах і пазах бетонованої конструкції, на затверділий бетон) і в процесі бетонування (при використанні напружуючого цементу).

Основними способами напружування є: 
- механічний (домкратами, важільними або гвинтовими пристроями, натягувальними машинами);
- електротермічний (нагріванням арматури електр. струмом, закріпленням і охолодженням її);
- електротермомеханічний.

Попередньо напруженими виготовляють плити перекриттів і плити покриттів будинків, підкранові балки, нижні пояси ферм, елементи прогонових будов мостів, напірні трубопроводи, опори ліній електропередачі, резервуари тощо. Крім залізобетонних, застосовують металеві попередньо напружені конструкції — наприклад мостові ферми, балки, де попереднє напруження створюють пружним вигином елементів з наступним зварюванням, обтискуванням стрижневих елементів або стрижневих систем затяжками тощо. Є також дерев'яні попередньо напружені конструкції — наприклад, арки з металевими затяжками).  Попередньо напружені конструкції розраховують за граничними станами, зважаючи на те, що в процесі експлуатації величина попереднього напруження зменшується наприклад, через релаксацію арматури, усадку і повзучість бетону. 